# Alban David
Alban David est un homme politique français né le 19 octobre 1837 à Levroux (Indre) et décédé le 1er août 1905 à Écueillé (Indre).

## Biographie
Propriétaire terrien, il est conseiller général du canton d'Écueillé en 1886 et maire d'Ecueillé en 1888. Il est député de l'Indre de 1889 à 1905, siégeant au groupe de la Gauche radicale. 